# Marie-Claire Lambert
Pour les articles homonymes, voir Lambert.
Marie-Claire J.E.Gh. Lambert, née le 29 février 1948 à Namur est une femme politique belge, membre du PS.
Elle est fonctionnaire.
Elle est aussi Présidente du Conseil d'Administration du Centre hospitalier régional de la Citadelle (CHR) de Liège.

## Fonctions politiques
- Conseillère communale de Liège.
- Députée fédérale depuis le 18 mai 2003 au 25 mai 2014